# Богрово
Богрово (рос. Богрово) — присілок в Малоярославецькому районі Калузької області Російської Федерації.
Населення становить 1 особу. Входить до складу муніципального утворення Селище Дєтчино.

## Історія
Від 2004 року входить до складу муніципального утворення Селище Дєтчино.

## Населення
| 2002 | 2010 |
| ---- | ---- |
| 44   | ↘1   |